# Bleeding Edge (Computerspiel)
Bleeding Edge ist ein Computerspiel, das von Ninja Theory entwickelt wird und von den Xbox Game Studios am 24. März 2020 für Windows und Xbox One erschienen ist.

## Spielprinzip
Es stehen 12 Charaktere zur Auswahl, von denen alle über Nahkampfangriffe, einige von ihnen aber auch über Distanzangriffe verfügen. Alle Charaktere gehören einer von drei Klassen an: Assassine, Support oder Tank. Es gibt drei Balken für verschiedene Fähigkeiten, die jeweils eigene Abklingzeiten haben.

## Rezeption
PC Gamer kritisierte das Design der Karte, die sie testeten, und das Controller-Layout, lobte aber das Gefühl der Nahkampfangriffe und die Fähigkeiten.